# Droga krajowa B295 (Niemcy)
Droga krajowa nr 295 (niem. Bundesstrasse 295, B295) – droga krajowa w Niemczech, w kraju związkowym Badenia-Wirtembergia
Droga swój początek ma w Stuttgartzie, przy skrzyżowaniu z drogami B27 i B10. B295 kończy się w Calw, na skrzyżowaniu z drogą krajową nr 296 (Bundesstrasse 296). Ma około 40 kilometrów.